# Călacea, Timiș
Călacea (în maghiară Temeskalácsa, în germană Kalatscha, în sârbă Калача), cunoscut și ca Băile Călacea sau Călacea-Băi este un sat în comuna Orțișoara din județul Timiș, Banat, România. Pe teritoriul satului se găsesc resurse de petrol și gaze naturale exploatate și în ziua de azi. Are stație de cale ferată proprie (Băile Călacea) la magistrala CF 310 Timișoara-Arad.
Se situează la circa 25 km de Timișoara și 30 km de Arad, fiind accesibilă de pe drumul european E671.

## Istorie
Cele mai vechi mărturii care s-au descoperit pe terioriul Călacei sunt fragmente de obiecte de factură dacică care datează din secolele I î.Hr - I d.Hr. Rămășițe mai mult sau mai puțin bogate s-au descoperit și cu referire la perioadele intermediare începutului de mileniu și evului mediu târziu. Prima atestare documentară datează din 1311, când localitatea este amintită într-un document cu numele de Kalandava. Ulterior au avut loc mai multe menționări în documente cu privire la nobilii și proprietarii locali (în 1341, cu numele de Kalacha, în 1349, 1414, etc.). Din perioada otomană lipsesc documentele despre Călacea.
După ocuparea Banatului de către habsburgi, începe reorganizarea Banatului și are loc prima conscripție generală, în 1718, elaborată sub comanda contelui Mercy. În această conscripție nu apare menționată Calacea. În schimb, pe harta elaborată la 1723, apare comuna locuită Kalacs, în districtul Timișoarei. Lângă aceasta se afla pusta Kallacs. Apare și pe harta lui Griselini din 1776, cu numele de Callazo, iar în dicționarul lui Korabinsky cu numele de Callatzo, cu specificarea că populația era formată din români.
Așezările românești din noul Banat imperial austriac, printre care și Calacea, au fost greu încercate în perioada 1765 - 1767. Împărăteasa Maria Theresia, în efortul de colonizare a Banatului, a emis la data de 24 iulie 1765, un ordin pentru dislocarea satelor autohtone românești și mutarea lor în regiuni cu populație compactă de români. În urma acestui ordin au fost dislocați românii din Aradul Nou, Felnac și Sânpetru. Guvernatorul Banatului, Perlas Rialph, a înaintat împărătesei un memoriu care propunea spre relocare mai multe sate românești: Murani, Jadani, Calacea, Seceani, Săcălaz, etc. Băștinașii din mai multe sate s-au opus vehement și au reușit să scape dizlocării. Săcălazul spre exemplu, a fost mutat din vatra sa, în timp ce Călacea a reușit să se mențină.
Domeniul Călacea s-a aflat pentru o perioadă de timp în proprietatea bancherului vienez Gheorghe de Sina, cel mai mare proprietar din Banat. Acesta a întreținut relații bune cu românii din Călacea, dar și cu alți români de seamă din imperiu, cum ar fi Andrei Șaguna. Sina a efectuat mai multe acte de binefacere în favoarea românilor din Călacea, concretizate între altele în sprijinul acordat bibliotecii românești.

## Stațiunea Băile Călacea
Zona de agrement a stațiunii include un ștrand cu bazin olimpic cu apă geo-termală, precum și terenuri pentru practicarea diverselor sporturi. Stațiunea balneară pune la dispoziția turiștilor 90 de locuri de cazare. Masa este servită la restaurantul și terasele din complex. Parcul din stațiune ocupă o suprafață de cca. 15 ha, aici găsindu-se arbori seculari, o pădure de salcâmi, molizi și alte specii vegetale deosebite. În interiorul parcului din stațiune se află un lac cu nuferi albi și o mică gradină zoologică, a cărei atracție o reprezintă căprioarele, alături de care pot fi văzute diverse specii de păsări și iepurași.

### Factori naturali și de cură
Apele geo-termale, de 38-39 °C, care au următoarele proprietăți: minerale, bicarbontate, sodice. 
Apele de aici sunt recomandate pentru boli ale aparatului locomotor, pentru sistemul nervos periferic, pentru afecțiuni reumatismale degenerative, precum și pentru gastrite sau afecțiuni hepato-biliare. Băile calde sunt contraindicate persoanelor cu hipertensiune arterială sau suferinzilor de boli maligne, boli infecțioase, insuficiență cardiacă sau tuberculoză.
În afara băilor cu apă termală, în baza de tratament de la Băile Călacea, turiștii pot beneficia de diverse tratamente: kinetoterapie, electroterapie, terapie laser, împachetări cu parafină, diadinamice, băi de lumină.
La Băile Călacea se tratează afecțiuni ale aparatului locomotor, afecțiuni renale și urinare.

## Personalități
- Aurel Leucuția (1894 - 1964), om politic, ministru.